# トリアムウドムスックサー高等学校
トリアムウドムスックサー高等学校（タイ語：โรงเรียนเตรียมอุดมศึกษา、英語：Triam Udom Suksa School）は、タイ王国のバンコクに所在する高等学校である。

## 歴史
トリアムウドムスックサー高等学校の設立は、仏暦2479年（西暦1936年）の国民教育計画の改正に端を発する。この計画では、初等教育4年と中等教育6年に加え、高等教育を志望する生徒に対して、大学進学前の2年間の予備教育課程が求められた。この予備課程は、当初は生徒の進学先となる予定の大学が提供するものとされ、これを受けてチュラーロンコーン大学の評議会は、大学進学前の予備課程を提供する学校の設立を1938年1月3日に承認した。設立準備は3か月という短期間で進められ、当時チュラーロンコーン大学の教員養成課程責任者であったモムルアン・ピン・マラクンがこれを指導し、同校の初代校長に就任した。学校は、同氏が校長を務めていたマッタヨム・ホーワン校（โรงเรียนมัธยมหอวัง）の校舎（パヤータイ通り沿い）を引き継ぎ、「チュラーロンコーン大学附属進学準備学校（โรงเรียนเตรียมอุดมศึกษาแห่งจุฬาลงกรณมหาวิทยาลัย）」として設立された。  この学校は、タイで最初の共学であり、1938年5月16日に開校、同月19日より授業が開始された。

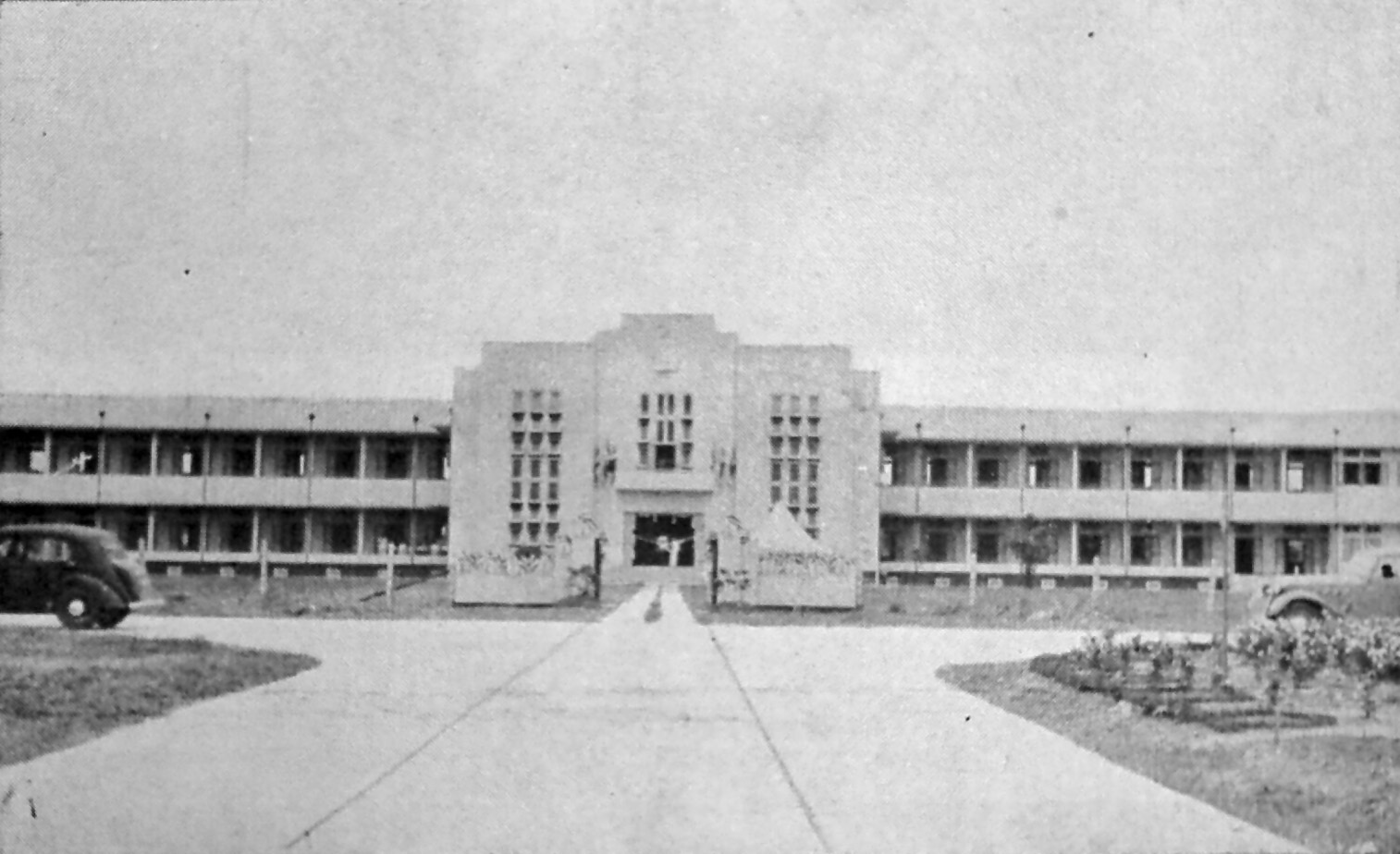
トリアムウドムスックサー校舎（現在の第2校舎）、1940年6月24日の開校式にて

学校は創設後数年間で急速に成長し、1940年度には生徒数が568名に達した。1941年12月、第二次世界大戦中に日本軍が学校を占拠したため、教職員と生徒はバンコク周辺の一時的な校舎へと移転を余儀なくされた。1943年には一時的に元の校舎に戻ったが、1944年1月19日に連合軍による空爆で被害を受け、再び移転することとなった。教職員および生徒の一部は、すでに新たな予備学校キャンパスの設置準備が進められていた国内各地の都市へと移された。 (しかし、政府の方針変更により、その後これらのキャンパスは閉鎖されることとなった。) 戦争終結後も、今度は連合軍によって校舎は引き続き占拠されていた。

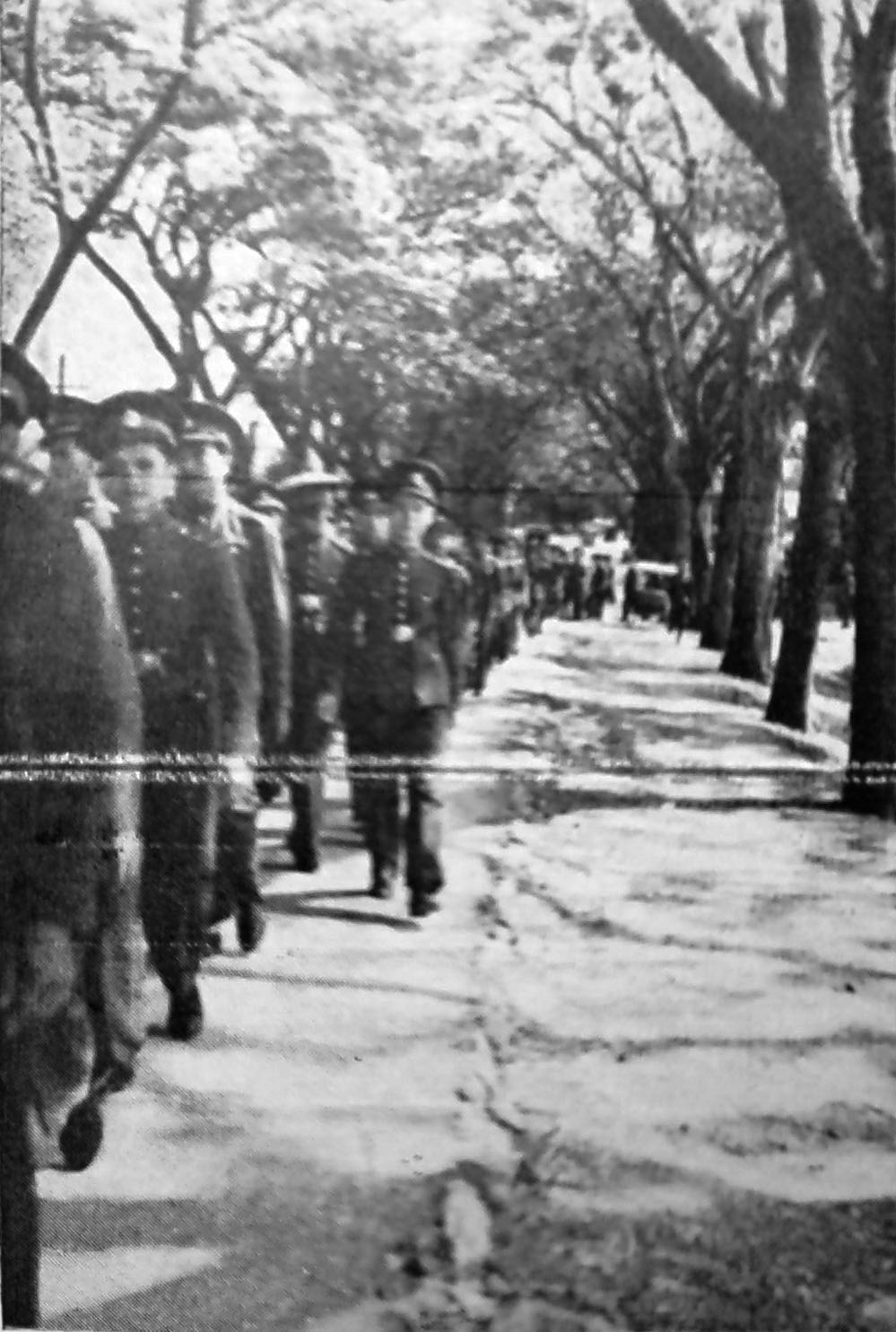
1940年6月1日、チュラーロンコーン大学の入学の儀式の際、大学構内へと向かう第1期卒業生たち。

連合軍が学校から撤収した1946年、ようやく授業は正常化した。この時期、政府は予備課程の教育を大学ではなく、一般教育局に属する公立学校で実施する方針を採った。その結果、1947年7月1日付で、同校の管轄はチュラーロンコーン大学から一般教育局へと移管された。以後、同校の生徒は他の一般の生徒と同様に大学入試を受けることが求められるようになり、校名も「トリアムウドムスックサー高等学校」へと簡略化された。ただし、同校は引き続きプラキアオの徽章を校章として使用している。
1947年6月、管轄移管に先立ち、全国の学校制度拡充を支援するため、同校の下に教員養成部門が設立された。この部門は「サティット校（実験学校）」として知られるようになり、マッタヨム1〜6年の教育を行うようになった。1955年にはその管轄が高等師範学校（現在のシーナカリンウィロート大学）へと移管された。現在では、パトゥムワン実験学校として存続している。  トリアムウドムスックサー高等学校が国内有数の名門校とされていることから、近年では、パトゥムワン実験学校は同校への進学者数が最も多い主要な進学元のひとつとして高く評価されている。
1950年代後半、大学進学前の予備課程に対する需要が急増したことにより、中等教育局は通常の中等学校の敷地内に特別な予備課程校を設置するようになった。

## 姉妹高等学校

### 日本
- 兵庫県立大学附属高等学校
  - 交流開始2001年、姉妹校提携2009年

## 著名な出身者

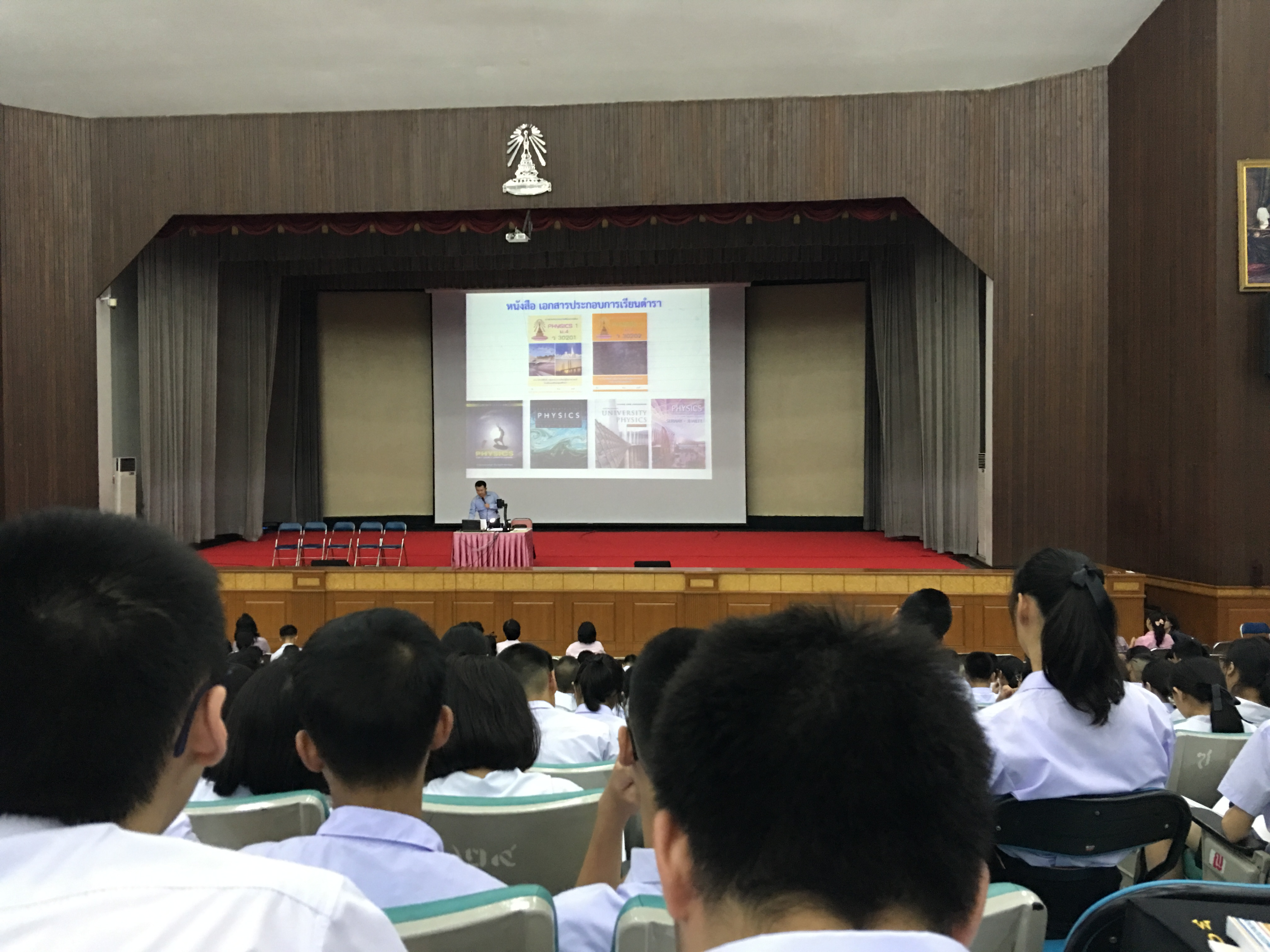
School auditorium, 2016

- Ajin Panjapan, 文学分野の国家芸術家[2]
- Ampol Senanarong, 枢密顧問官[3]
- Apirak Kosayothin, バンコク都第14代知事
- Arthit Urairat, 民主党副代表、ランシット大学学長、第17代下院議長、第25代外務大臣、第33代公衆衛生大臣、第18代科学・技術・環境大臣[4]
- Borwornsak Uwanno, 憲法学者、第18代内閣官房長官、プラチャディポック研究所元事務局長
- Chadchart Sittipunt, 運輸大臣、第17代バンコク都知事[5]
- Chaovana Nasylvanta, 枢密顧問官[6]
- Chavalit Yongchaiyudh, 第22代タイ王国首相
- Chit Phumisak, 作家
- Chulanope Snidvongs Na Ayuthaya, 枢密顧問官[6]
- Chumpol Silpa-archa, 政治家、元副首相および各省大臣[6]
- Dasanavalaya Sorasongkram, Princess Galyani Vadhana の娘
- Jaruvan Maintaka, 元会計検査院長官
- Kalaya Sophonpanich, 政治家、教育大臣[6]
- Kamthon Sindhvananda, 枢密顧問官[6]
- Kaset Rojananin, 第16代タイ国軍最高司令官、1991年クーデターの指導者の一人
- Kittiratt Na-Ranong, 元副首相、第49代財務大臣
- Patrick Nattawat Finkler, 俳優、歌手、ダンサー、作詞家、モデル、元INTO1メンバー [7][8]
- Prawase Wasi, ラモン・マグサイサイ賞受賞者
- Sippanondha Ketudat, 物理学者、王立学士院名誉会員、第24代教育大臣、第30代工業大臣[9]
- Somkid Jatusripitak, 元副首相、第41代財務大臣、第50代商務大臣
- Prince Subhadradis Diskul, 美術史家、考古学者[10]
- Supachai Panitchpakdi, WTO第4代事務局長、UNCTAD第9代事務局長、元副首相・第46代商務大臣
- Surapong Suebwonglee, 元副首相、初代情報通信技術大臣、第45代財務大臣[11]
- Suriya Jungrungreangkit, 元副首相、第39代工業大臣、第41代運輸大臣
- Suchai Charoenratanakul, 元副首相、第40代公衆衛生大臣
- Tamarine Tanasugarn, テニス選手
- Tarisa Watanagase, 第18代タイ銀行総裁
- Thanathorn Juangroongruangkit, 政治家、「新未来政党」創設者
- Vachirawit Chivaaree, 俳優[12]
- Yongyuth Wichaidit, former Deputy Prime Minister, 元副首相、第49代内務大臣、元タイ貢献党代表